# Муш (місто)
Муш (вірм. Մուշ, курд. Mûş, тур. Muş) — місто у Туреччині, центр ілу Муш. Населення (на 2012 рік) становить 81 764 особу.

## Історія
Місто існувало ще за часів Великої Вірменії. У 16 ст захоплене Османською імперією.
Місто вважається одним із ранніх центрів вірменської цивілізації. Стародавні вірменські церкви існували у місті до 1960 року. Місто було резиденцією єпархії Вірменської Апостольської церкви. У травні 1915 року практично усе вірменське населення, близько 15000 чоловік, було знищене в рамках геноциду вірмен.

## Пам'ятки
Місто має ряд визначних пам'яток:
- Цитадель та караван-сарай Асланхана
- Мечеть Улу (14-15 ст.)
- Мечеть Аладдін Паса
- Мечеть Хаджі-Сереф.